# Paullu Inca
Paullu Inca (Huáscar Túpac Paullu Inca Yupanqui, Cristóbal) (Cuzco, 1518. – Cuzco, 1549.), marionetski sapa Inka, postavljen 1536. godine za vladara od strane španjolske vlasti u Peruu, nakon što se njegov stariji polubrat, Manco Inca Yupanqui, poznat i kao Manco Capac II. odmetnuo od kolonijalne vlasti i osnovao Novo Carstvo Inka koje je trajalo do 1572. godine.

## Životopis
Bio je sin vladara Inka Huayne Cápaca († 1527.) i Añas Colque Huaylas i imao je petero polubraće (Ninan Cuyochi, Huáscar, Atahualpa, Túpac Huallpa i Manco Inca Yupanqui).
Tijekom rane vladavine svoga polubrata Manca Inca Yupanquija, podržavao je njegov režim te je 1535. godine zajedno s villac umom pratio ekspediciju Diega de Almagra u Čile. U jednom trenutku vrhovni je svećenik napustio ekspediciju i vratio se u Peru gdje je podigao ustanak protiv Španjolaca u ime Manca Inca Yupanquija. Po povratku u Peru, Diego de Almagro je naišao na Cuzco pod opsadom vojske Inka. Nakon obustave šestomjesečne opsade i povlačenja vojske Manca Inca Yupanquija, Španjolci su za novoga sapa Inku postavili svog saveznika Paullu Incu kojega su uz to i bogato nagradili posjedima.
Godine 1543. kršten je pod imenom Cristóbal, a poslije smrti pokopan je u crkvu koju je podigao u Cuzcu.
| prethodnik Manco Inca Yupanqui | Kralj Inka carstva španjolski eksponent 1536. - 1549. | Titula ukinuta |